# Власюк Святослав Миколайович
Святосла́в Микола́йович Власю́к (нар. 15 листопада 1950, Гоща, Рівненська область) — український політик. Колишній підприємець і футбольний функціонер. Із 2002 року — керуючий справами міськвиконкому м. Рівне. З 2003 по 2008 рік — президент футбольного клубу «Верес» (Рівне).

## Життєпис
Освіта вища, закінчив факультет «промислове та цивільне будівництво» Українського інституту інженерів водного господарства за фахом інженер-будівельник (1979 р.).
Працював різноробом, токарем авторемзаводу № 113 (1967—1969 роки), водієм, слюсарем СБМУ «Спецбуд» (1971—1975), інженером, начальником відділу УКБ Рівненського міськвиконкому (1975—1983), заступником завідувача відділу комунального господарства (1983—1985), завідувачем відділу розподілу житла Рівненського міськвиконкому (1985—1988), начальником відділу Рівненського облвиконкому (1988—1991), заступником директора ТзОВ «Еліксир» (1991—1993), директором ТзОВ «Медея» (1992—1996), заступником директора ТзОВ «Авіолія» (1996—1998 роки).
Помічник міського голови м. Рівне (1998—2002). Із 2002 року — керуючий справами міськвиконкому м. Рівне.
З 2003 по 2008 рік — президент футбольного клубу «Верес» (Рівне). Член редколегії видання «Рівне — 720. Від давнини до сучасності».
Дружина — Тамара Миколаївна Власюк (Музика). Мають 2 доньок — Ірину і Наталію та 4 онуків.